# Raul Chadzjimba
Raul Chadzjimba (abchaziska: Рауль Хаджимба), född 21 mars 1958 i Tqvartjeli, är en abchazisk politiker som var vicepresident i den separatistiska republiken Abchazien i Georgien 2005-2009. Han var Abchaziens president mellan 2014 och 2020. 
I det kontroversiella presidentval som hölls år 2004 vann Sergei Bagapsj över Chadzjimba, som understöddes av den utgående presidenten Vladislav Ardzynba och av Ryssland. Högsta domstolen underkände valresultatet, men de båda parterna slöt ett avtal enligt vilket Bagapsj skulle bli president och Chadzjimba vicepresident. Då de ställde upp som gemensamt alternativ i det nyval som hölls fick de mer än 90 procent av rösterna. Chadzjimba insvors som vicepresident den 12 februari 2005. Chadzjimba avgick i maj 2009 och efterlämnade posten vakant.
Chadzjimba var en av kandidaterna i presidentvalet 2011, ett val som vanns av Alyksandr Ankwab. Ankwab avgick dock som president 2014 och i nyvalet som hölls samma år den 24 augusti valdes Chadzjimba till ny president. Efter protester avgick han från posten i januari 2020 och utlyste nyval.